# Сугавара Хікарі
Сугавара Хікарі (яп. 秋田県, あきたけん; 16 червня 1993, префектура Акіта) — японська борчиня вільного стилю, дворазова бронзова призерка чемпіонатів Азії, володарка Кубку світу, чемпіонка літньої Універсіади.

## Життєпис
Була бронзовою призеркою чемпіонату Азії серед юніорів 2011 року. 
На літній Універсіаді 2013 року в Казані представляла приватний університет Сігаккан з префектури Айті.

## Спортивні результати на міжнародних змаганнях

### Виступи на Чемпіонатах Азії
| Змагання                       | Збірна | Вагова категорія          | Місце  |
| ------------------------------ | ------ | ------------------------- | ------ |
| Чемпіонат Азії з боротьби 2011 | Японія | жіноча боротьба, до 51 кг | Бронза |
| Чемпіонат Азії з боротьби 2014 | Японія | жіноча боротьба, до 53 кг | Бронза |

### Виступи на Кубках світу
| Змагання                    | Збірна | Вагова категорія          | Місце  |
| --------------------------- | ------ | ------------------------- | ------ |
| Кубок світу з боротьби 2011 | Японія | жіноча боротьба, до 51 кг | 5      |
| Кубок світу з боротьби 2015 | Японія | жіноча боротьба, до 55 кг | Золото |

### Виступи на інших змаганнях
| Змагання                         | Збірна | Вагова категорія          | Місце  |
| -------------------------------- | ------ | ------------------------- | ------ |
| Літня Універсіада 2013           | Японія | жіноча боротьба, до 51 кг | Золото |
| Золотий Гран-прі з боротьби 2015 | Японія | жіноча боротьба, до 55 кг | Бронза |

### Виступи на змаганнях молодших вікових груп
| Змагання                                     | Збірна | Вагова категорія          | Місце  |
| -------------------------------------------- | ------ | ------------------------- | ------ |
| Чемпіонат Азії з боротьби серед юніорів 2011 | Японія | жіноча боротьба, до 51 кг | Бронза |